# Бібельнгайм
Бібельнгайм (нім. Biebelnheim) — громада в Німеччині, розташована в землі Рейнланд-Пфальц. Входить до складу району Альцай-Вормс. Складова частина об'єднання громад Альцай-Ланд.
Площа — 6,20 км2. Населення становить 663 ос. (станом на 31 грудня 2020).

## Галерея

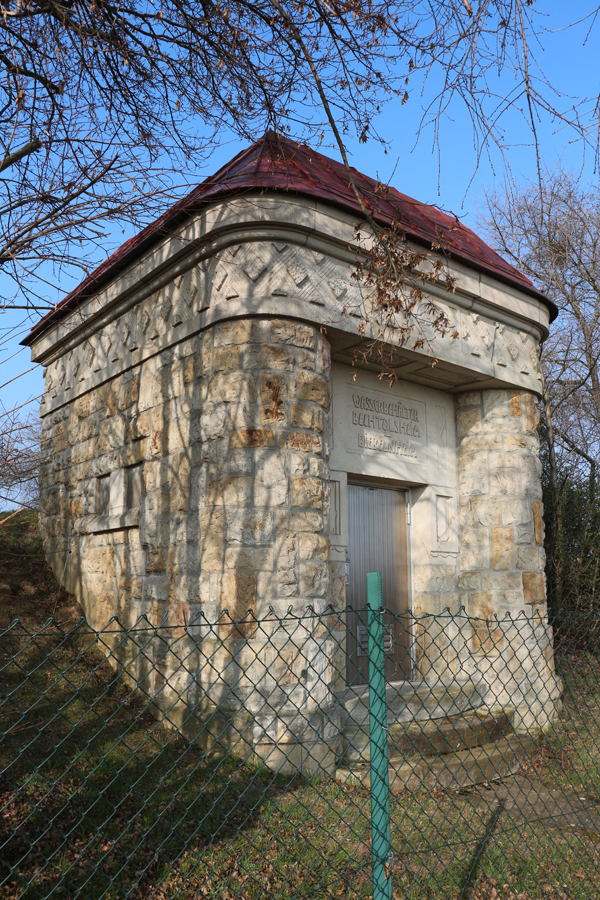
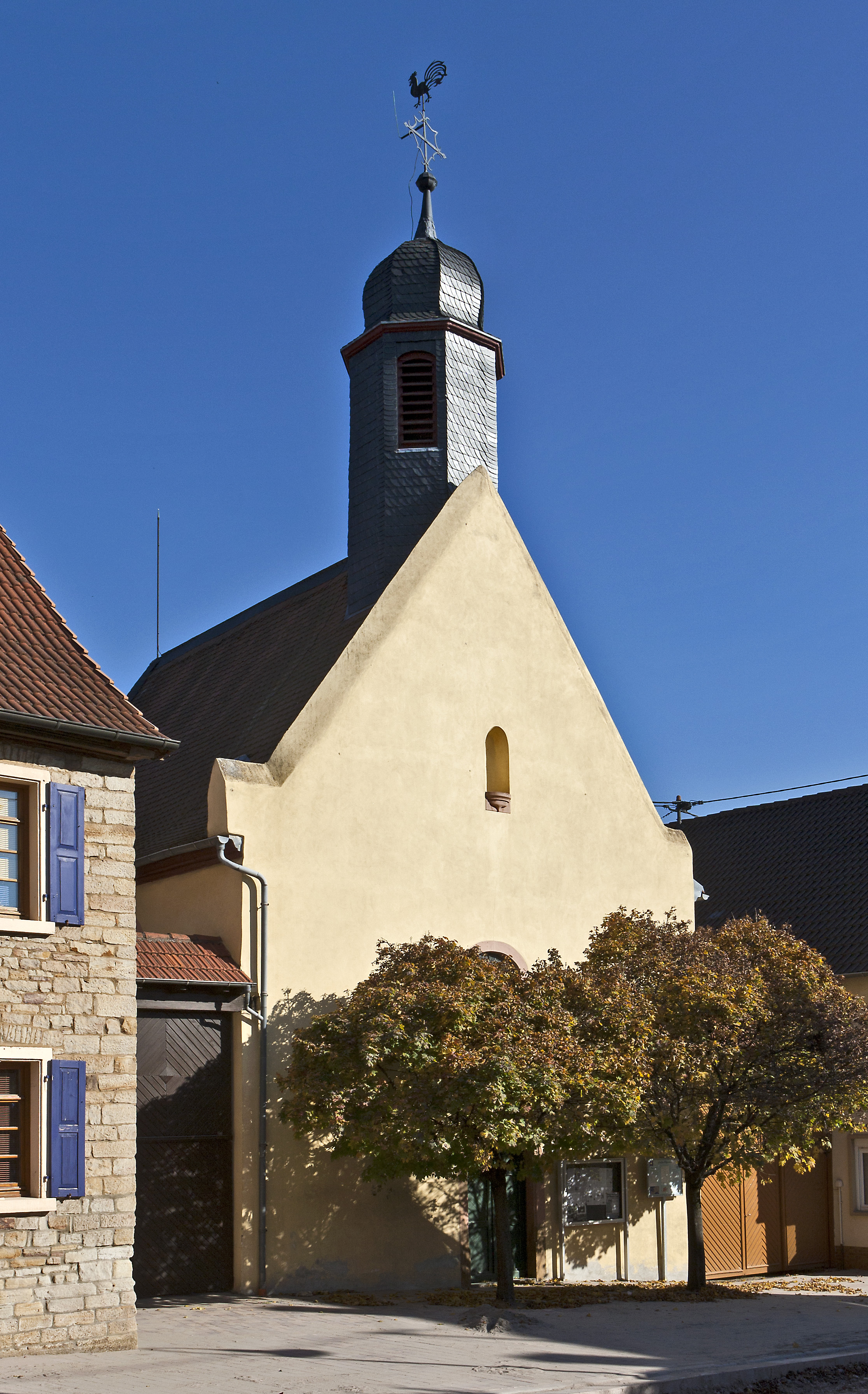
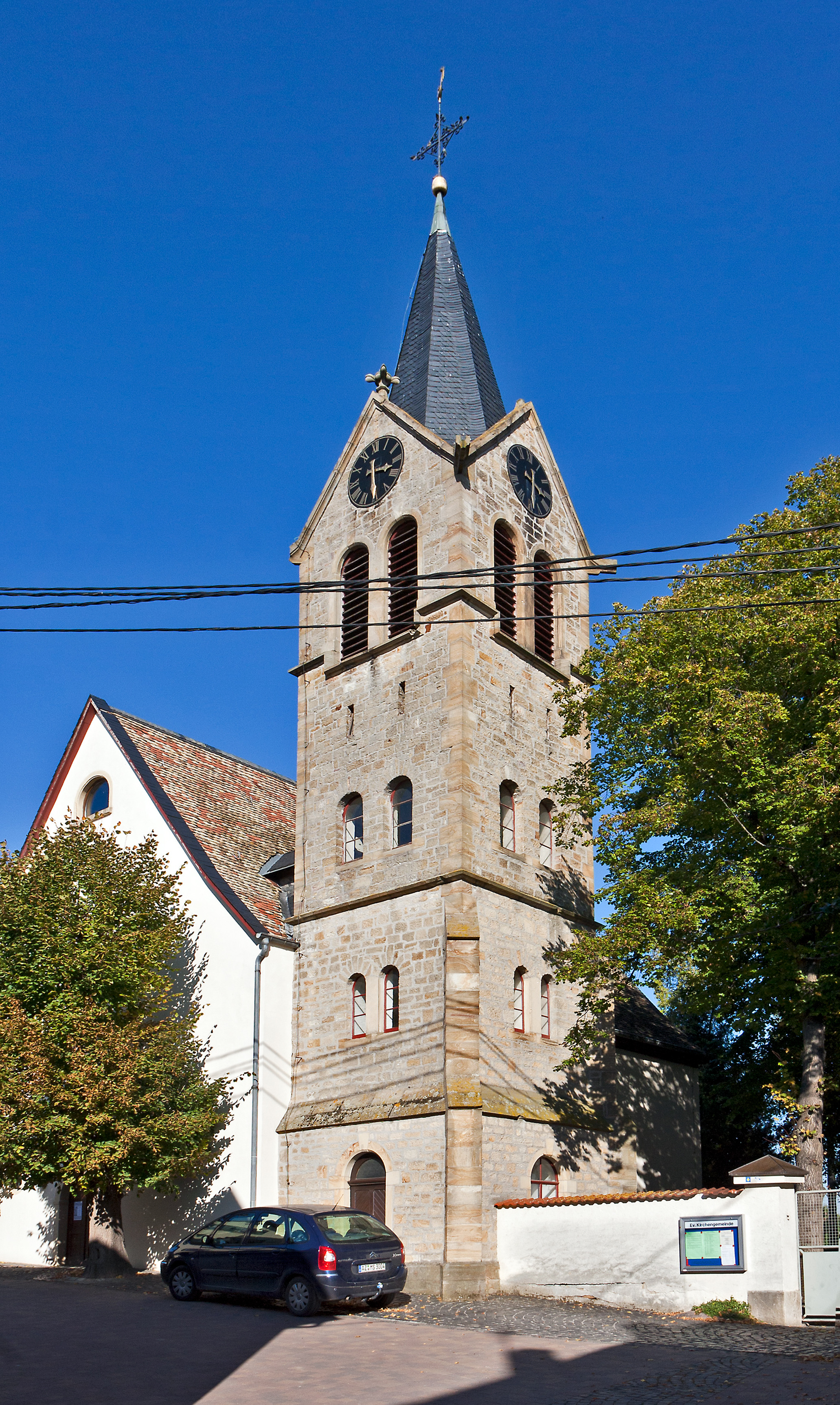